# Bashir Ahmad Saadat
Sayed Bashir Ahmad Saadat (* 27. Dezember 1981 in Kabul) ist ein afghanischer Fußballfunktionär, -schiedsrichter, -trainer und ehemaliger Fußballspieler.

## Fußballerkarriere

### Spielerkarriere
Saadat spielte während seiner gesamten Vereinskarriere beim FC Maiwand Kabul in der Afghanistan Premier League. 
Seit 2003 war der Abwehrspieler afghanischer Nationalspieler. Er nahm an der Südasienmeisterschaft 2003 teil und kam in allen drei Spielen zum Einsatz. Auch spielte er bei der darauffolgenden Südasienmeisterschaft in der Stammformation Afghanistans. Zum AFC Challenge Cup 2006 wurde Saadat von Trainer Klaus Stärk zum Mannschaftskapitän ernannt. Insgesamt 16-mal führte er die Mannschaft zwischen 2006 und 2008 als Kapitän an und ist damit nach Zohib Islam Amiri (17) Rekordkapitän Afghanistans. Zudem ist er der einzige, der bei drei Turnieren Stammkapitän war.

### Trainerkarriere
In der Saison 2015 assistierte Saadat Boir Igamberdiev bei seinem Heimatverein Shaheen Asmayee. Am Ende der Saison wurde man Vizemeister. Zur Saison 2016 wurde er durch Mujtaba Faiz ersetzt.

### Erfolge
Als Trainer
- Afghanischer Vizemeister (1): 2015

## Schiedsrichterkarriere
Zur Saison 2013 wurde Saadat als Schiedsrichter in der Afghan Premier League angestellt. Insgesamt leitete er sieben Spiele in der Eliteliga Afghanistans. 
Seit seinem Rücktritt als Spieler arbeitet Bashir Ahmad Saadat als Vorsitzender der Schiedsrichter-Kommission der Afghanistan Football Federation.